# Jon Irabagon

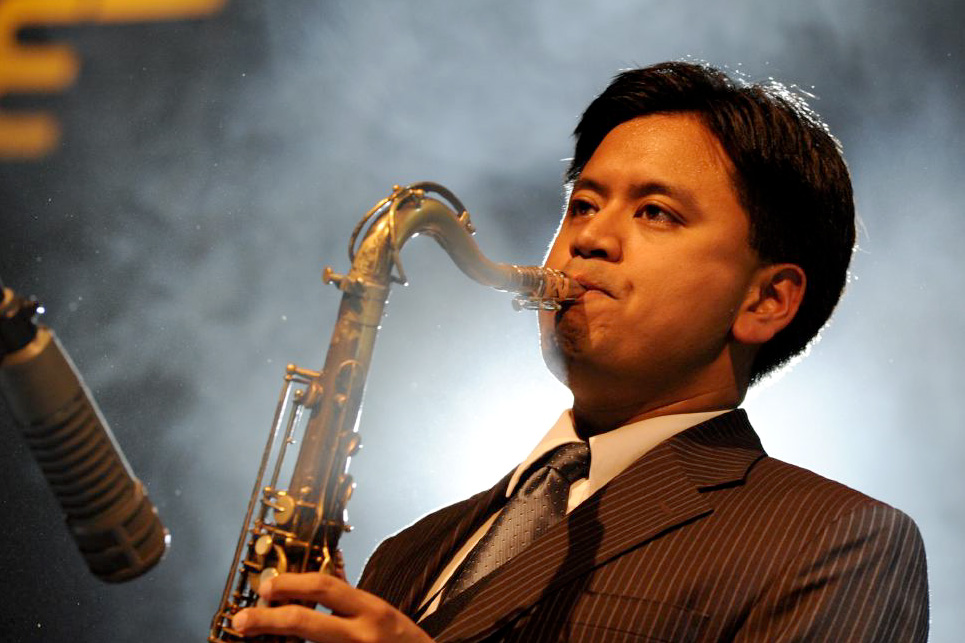
Jon Irabagon (2009)

Jon Irabagon (* 1979 in Chicago) ist ein US-amerikanischer Jazzmusiker (Saxophon).

## Leben und Wirken
Irabagon lernte auf der Highschool Altsaxophon und Piano. Erste professionelle Auftritte hatte er im Raum Chicago. Er studierte an der DePaul University Musik und Journalistik, daneben trat er u. a. mit John Abercrombie, Tom Harrell und Dick Oatts sowie Richard Marx, The Pointer Sisters und Michael Bublé auf. 2001 zog er nach New York City, wo an der Manhattan School of Music bei Dick Oatts, Dave Liebman, Dave Binney, Jason Moran und Billy Drewes studierte. Nach Erwerb des Master-Abschlusses 2003 setzte er sein Studium im Jazzprogramm der Juilliard School fort, mit Victor Goines als Tutor.
Bekannt wurde Irabagon Mitte der 2000er Jahre nach Auszeichnungen wie einem Downbeat Magazine's Student Music Awards (2004/06) und Stipendien für das Henry Mancini Institute, das Betty Carter Jazz Ahead Program sowie das Steans Institute of Jazz, wo er in Chicago mit David Baker arbeitete.
Der Kontrabassist und Komponist Moppa Elliott holte Irabagon 2003 in sein Quartett Mostly Other People Do the Killing (ebenso wie Peter Evans und Kevin Shea). 2008 war er Gewinner beim Thelonious Monk International Saxophone Competition. Gegenwärtig arbeitet er mit seinem Quintett, mit dem er sein Debütalbum Outright! (Innova) vorlegte, außerdem im Duo mit dem Schlagzeuger Mike Pride (I Don’t Hear Nothin’ But the Blues) sowie dem Sonny Rollins Tribute Trio. Ferner ist er Co-Leader der Band Confluence mit Graduierten der Manhattan School of Music und Mitglied der Improvisationsgruppe RIDD Quartet, mit der er ein Album für Clean Feed einspielte. Er wirkte auch bei Aufnahmen von Rudy Royston (Rise of Orion, 2016),  Mary Halvorson (Saturn Sings, 2010), des Jostein Gulbrandsen Quartetts und bei Alban Darches Bigband-Album Le Gros Cube #2 (2021). Im selben Jahr legte er das Charlie Parker gewidmete Soloalbum Bird with Streams vor. Zu hören ist er auch auf Miles Okazakis Miniature America (2024) und Patricia Brennans Breaking Stretch (2024).

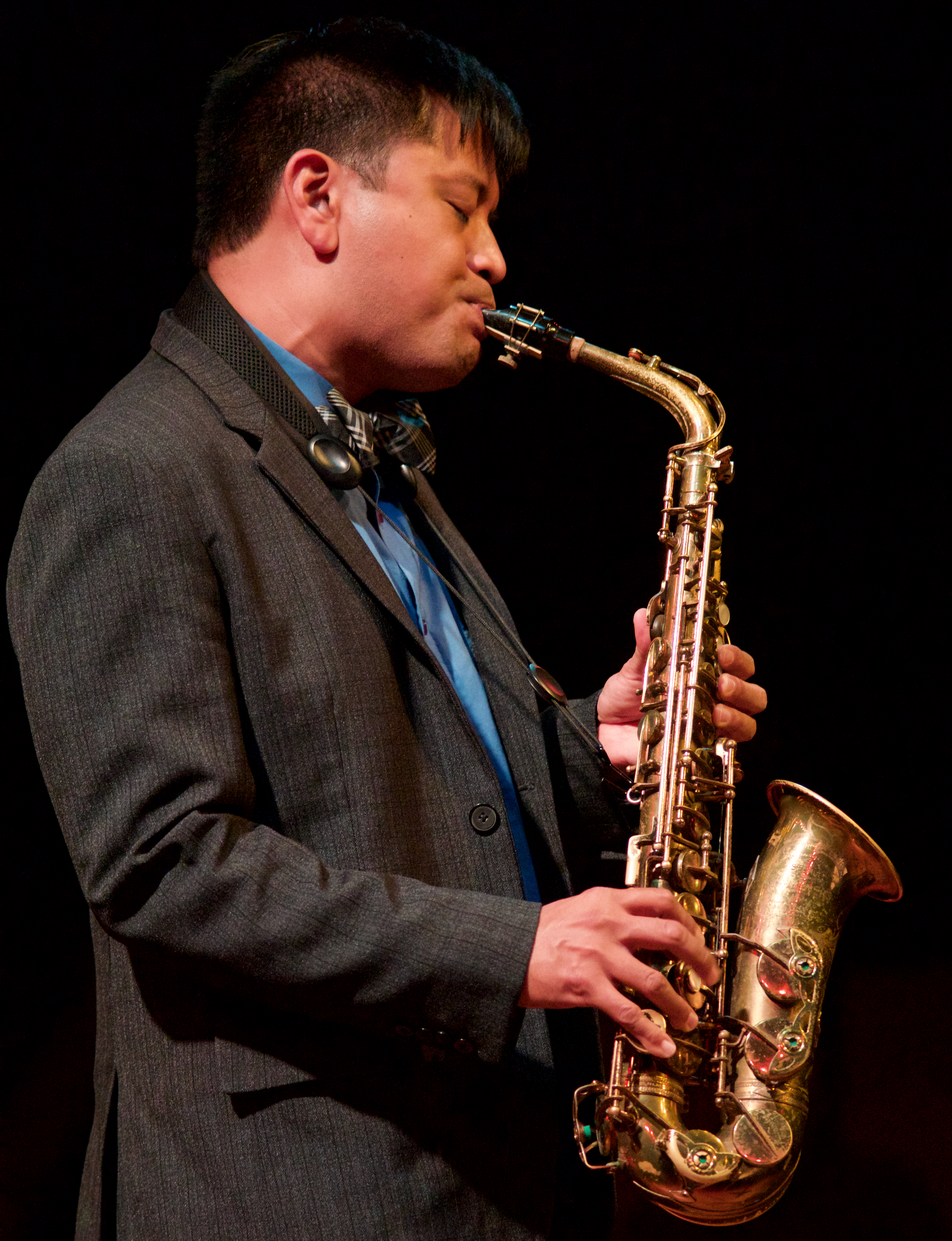
Jon Irabagon (2016)

## Diskographische Hinweise
- Outright (2008) mit Eivind Opsvik, Russ Johnson, Kris Davis, Jeff Davis
- I Don't Hear Nothin’ But the Blues (Irabbagast, 2009) mit Mike Pride,  Mick Barr
- The Observer (Concord, 2009) mit Kenny Barron, Rufus Reid, Victor Lewis
- Foxy (Hot Cup Records, 2010) mit Barry Altschul, Peter Brenier
- Jon Irabagon’s Outright! – Unhinged (Irabragast Records, 2012)
- Jon Irabagon / Mike Pride / Mick Barr: I Don't Hear Nothin' But The Blues Volume 2: Appalachian Haze (Irabbagast Records, 2012)
- Mostly Other People Do the Killing Mauch Chunk (2015)
- Jon Irabagon Quartet with Tim Hagans: Dr. Quixotic’s Traveling Exotics (Irabbagast, 2018)
- Andrew Barker & Jon Irabagon Duo: Anemone (2020)
- Sylvain Rifflet & Jim Black & Sébastien Boisseau & Jon Irabagon: Rebellion(s) (BMC 2020)
- Rising Sun (2022)
- Recharge the Blade (2024)
- Andrew Barker, William Parker und Jon Irabagon: Bakunawa (Out of Your Head Records, 2024)
- I Don’t Hear Nothin’ but the Blues Volume 3 Part 2: Exuberant Scars (2024)